# برگ‌پوش بورنئو
برگ‌پوش بورنئو (نام علمی: Chloropsis kinabaluensis) نام یک گونه از خانواده برگ‌پوش است.